# ヴィージュオノス

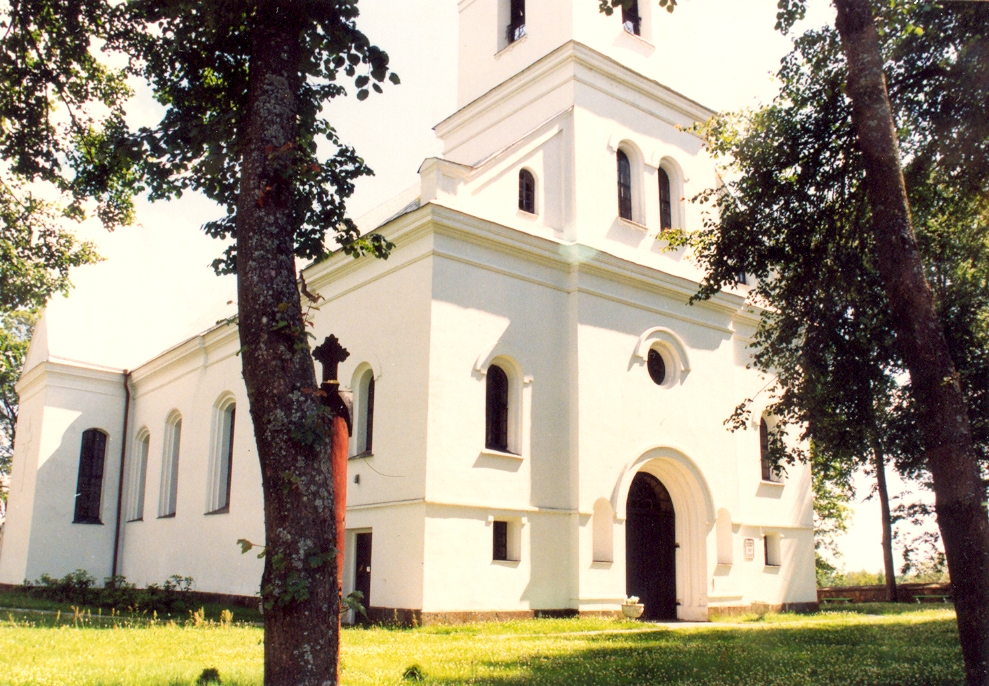
ヴィージュオノスの聖ゲオルギオス教会

ヴィージュオノス（リトアニア語: Vyžuonos）は、リトアニア・ウテナ郡にある町。ヴィージュオノス区の中心地でもある。ヴィージュオナ川沿いにある。地方道路118号線より北東に1km離れている。
町には聖ゲオルギオス教会（1406年に建設）、ヴィータウタス大公記念碑（1931年に建立）、ユダヤ人墓地跡、郵便局、文化センター（1951年〜）、ヴィージュオノス初等学校、保育園、図書館（1945年〜）、診療所（1945年〜）、ヴィージュオノス邸宅跡がある。

## 町名の由来
伝説によれば、町名は多神教の緑の蛇の神ヴィージャス (Vyžas) の名前に由来する。町の教会の壁には今でも石でできた蛇の形をしたヴィージャスの頭が組み込まれている。
しかし、実際には町を流れるヴィージュオナ (Vyžuona) 川の名に由来する、と考えられている。

## 歴史

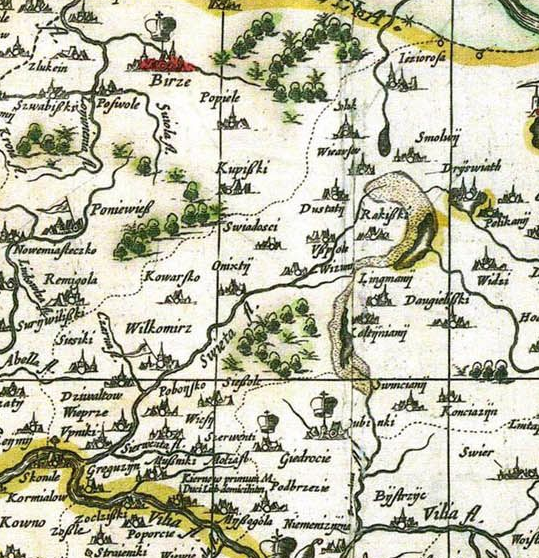
1613年発行の地図に載る町の名前。ポーランド語で"Wizuny"と記載されている。

ヴィージュオノスの歴史は15世紀まで遡る。1406年、クリスティナス・アスティカス (Kristinas Astikas) によりヴィージュオノスで最初のカトリック教会が建てられた。ヴィージュオノスにはラジヴィウ家の邸宅があった。
16世紀から17世紀までの数十年間、ヴィージュオノス教会をめぐってカトリックとカルヴァン派のあいだで対立が起きた。18世紀、大北方戦争でスウェーデン軍が侵略してきたことにより、町のすべてが消失した。1831年、町の住民が11月蜂起に積極的に参加した。
1919年6月1日、ヴィージュオノス近郊でリトアニア軍とボリシェヴィキとのあいだで戦闘が起きた。
1945年、診療所と図書館が完成。1951年には文化センターが完成した。
2005年、町章が制定された。

## 人口の変遷
- 1858年 - 647名
- 1970年 - 528名
- 1983年 - 696名
- 1987年 - 706名
- 2001年 - 581名

## 著名な出身者
- ミーコラス・マシウリス（1846年 - 1906年） - 聖職者
- ミーコラス・ヤヌシュケヴィチュス（1886年 - 1942年） - 政治活動家、翻訳家
- アウグスティナス・ユオザス・マルガナヴィチュス（1890年 - 1977年） - フィンランドでのリトアニア文化活動家
- ポヴィラス・ガウチース（1901年 - 1991年） - 外交官
- アルギルダス・ヴィージンタス（1929年 - ） - 音楽家
- ヴィータウタス・ユルギス・ディチュス（1930年 - ） - 建築家
- アレクサンドラス・グオビース（1932年 - ） - 神学者
- レオナルダス・グルジンスカス（1939年 - 2006年） - ジャーナリスト、作家